# 小河古城牆
小河古城牆位於四川省阿壩州松播縣小河鄉，文物遺址年代判定為明朝。2002年12月27日公佈為四川省第六批省級文物保護單位。